# Ковалевская, Инесса Алексеевна
Ине́сса Алексе́евна Ковале́вская (род. 1 марта 1933, Москва) — советский и российский режиссёр и сценарист мультипликации; Заслуженный деятель искусств Российской Федерации (2002). Лауреат Премии Президента Российской Федерации (2023).

## Биография
Инесса Ковалевская родилась 1 марта 1933 года в Москве. Отец — генерал-майор Алексей Ковалевский (1901—1950), участник Гражданской и Великой Отечественной войн, историк, начальник Военно-политической академии имени В. И. Ленина (1943—1948), затем ректор Академии общественных наук при ЦК КПСС (1948—1950). Мать — Людмила Петровна Ковалевская (1912—1989), домохозяйка.
Обучалась в музыкальной школе по классу фортепиано, собиралась поступать в Школу имени Гнесиных, когда началась Великая Отечественная война. В 1941—1945 годах вместе с семьёй находилась в эвакуации. С перерывами окончила среднюю школу в 1950 году. В том же году погиб её отец, по одним данным — покончил жизнь самоубийством, по другим — пал жертвой репрессий. Это помешало ей поступить в МГУ.
В 1958 году Ковалевская окончила театроведческий факультет Института театрального искусства им. А. В. Луначарского. В 1959—1961 годах работала в Комитете по кинематографии Министерства культуры СССР, где в должности младшего редактора курировала мультипликацию и кинематографию Молдавской ССР. В 1964 году окончила Высшие курсы сценаристов и режиссёров и начала творческую работу на киностудии «Союзмультфильм».
Получила известность после создания первого советского мультипликационного фильма-мюзикла «Бременские музыканты», музыкальных мультфильмов «Катерок» (в котором звучит знаменитая Чунга-Чанга), «Как львёнок и черепаха пели песню» («Я на солнышке лежу…»), «В порту» («Эта территория зовется акватория…»), Чучело-Мяучело и других.
Переключилась на экранизации народных песен и произведений мировой классики: «Русские напевы» (1972), «Детский альбом» (1976), «Кострома» (1989).
В 2002 году удостоена почётного звания Заслуженный деятель искусств Российской Федерации (2002).
8 апреля 2015 года первый раз вручалась Икар: Приз «Мастер» — Инесса Ковалевская.

## Фильмография
- 1965 — Автомат — режиссёр

Экспозиция «Режиссёры киностудии „Союзмультфильм“». И. А. Ковалевская. 2014 год.

- 1966 — Сыр (по заказу Росторгрекламы) — режиссёр[10]
- 1967 — Четверо с одного двора — режиссёр
- 1967 — Советская изопродукция — режиссёр[11]
- 1968 — Русское мороженое (по заказу Внешторгрекламы) — режиссёр[10]
- 1969 — Бременские музыканты — режиссёр
- 1970 — Катерок — режиссёр
- 1971 — Песни огненных лет — режиссёр и сценарист
- 1972 — Русские напевы — режиссёр
- 1973 — Сказка о попе и о работнике его Балде — режиссёр и сценарист
- 1974 — Как львёнок и черепаха пели песню — режиссёр
- 1975 — В порту — режиссёр
- 1976 — Детский альбом — режиссёр и сценарист
- 1978 — Горный мастер — режиссёр
- 1979 — Салют, Олимпиада! — режиссёр и сценарист
- 1980 — Камаринская — режиссёр и сценарист
- 1981 — Однажды утром — режиссёр
- 1982 — Чучело-Мяучело — режиссёр
- 1983 — Снегирь — режиссёр и сценарист
- 1984 — Картинки с выставки — режиссёр и сценарист
- 1985 — Танцы кукол — режиссёр и сценарист
- 1986 — Прогулка — режиссёр и сценарист
- 1989 — Кострома — режиссёр
- 1990 — Приключения кузнечика Кузи (история первая) — режиссёр и сценарист
- 1991 — Приключения кузнечика Кузи (история вторая) — режиссёр и сценарист
- 1993 — Гномы и горный король — режиссёр и сценарист
- 2001 — Дора-Дора-помидора — режиссёр и сценарист

## Награды
- Заслуженный деятель искусств Российской Федерации (31 января 2002 года) — за заслуги в области искусства[1].
- Премия Президента Российской Федерации в области литературы и искусства за произведения для детей и юношества (21 марта 2023 года) — за вклад в развитие отечественного анимационного искусства, создание жанра музыкального мультфильма, просветительскую деятельность[12].
- Премия «Икар»: Приз «Мастер» (2015).